# Síntesi de pèptids

Acoblament de dos aminoàcids en solució. L'amina no protegida d'una reacciona amb el grup d'àcid carboxílic no protegit de l'altra formant un enllaç peptídic. En aquest exemple, el segon grup reactiu (amina/àcid) de cadascun dels materials de partida té un grup protector.

En química orgànica, la síntesi de pèptids és la producció de pèptids, compostos on s'uneixen múltiples aminoàcids mitjançant enllaços amida, també coneguts com a enllaços peptídics. Els pèptids es sintetitzen químicament per la reacció de condensació del grup carboxil d'un aminoàcid al grup amino d'un altre. Les estratègies de grup de protecció solen ser necessàries per prevenir reaccions secundaries indesitjables amb les diferents cadenes laterals d'aminoàcids. La síntesi de pèptids químics comença amb més freqüència a l'extrem carboxil del pèptid (extrem C) i continua cap a l'extrem amino (N-terminal). La biosíntesi de proteïnes (pèptids llargs) en els organismes vius es produeix en sentit contrari.
La síntesi química de pèptids es pot dur a terme mitjançant tècniques clàssiques en fase de solució, tot i que aquestes s'han substituït en la majoria dels entorns d'investigació i desenvolupament per mètodes en fase sòlida (vegeu més avall). A més, la síntesi en fase de solució manté la seva utilitat en la producció a gran escala de pèptids amb finalitats industrials.
La síntesi química facilita la producció de pèptids que són difícils d'expressar en bacteris, la incorporació d'aminoàcids no naturals, la modificació de la columna vertebral pèptid/proteïna i la síntesi de proteïnes D, que consisteixen en aminoàcids D.

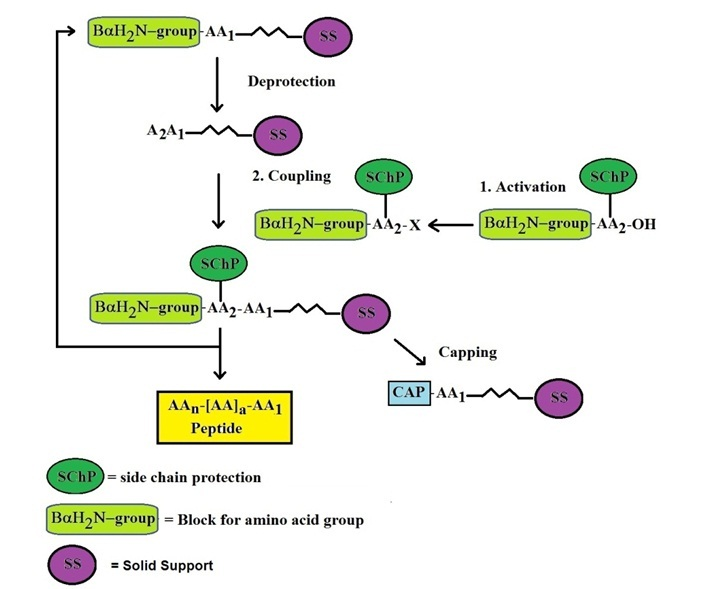
Esquema de síntesi de pèptids en fase sòlida (SPPS) sobre una resina com a suport sòlid amb aminoàcids protegits. La desprotecció es fa normalment utilitzant una base com la piperidina. Això és seguit d'un pas d'acoblament (s'afegeix un aminoàcid protegit) a la cadena peptídica en creixement. S'utilitzen reactius d'acoblament (per exemple, HBTU, HATU o DIC) per ajudar a formar l'enllaç peptídic. La desprotecció final és seguida d'una escissió.

## Síntesi en fase sòlida
El mètode establert per a la producció de pèptids sintètics al laboratori es coneix com a síntesi de pèptids en fase sòlida (SPPS). Va ser pioner per Robert Bruce Merrifield, SPPS permet l'assemblatge ràpid d'una cadena peptídica mitjançant reaccions successives de derivats d'aminoàcids sobre un suport de resina de perles inflada en dissolvent macroscòpicament insoluble.
El suport sòlid consisteix en petites perles de resina polimèrica funcionalitzades amb grups reactius (com ara grups amina o hidroxil) que s'uneixen a la cadena peptídica naixent. Atès que el pèptid roman unit de manera covalent al suport durant tota la síntesi, els reactius en excés i els productes secundaris es poden eliminar mitjançant el rentat i la filtració. Aquest enfocament evita l'aïllament relativament llarg del pèptid del producte de la solució després de cada pas de reacció, que es requeriria quan s'utilitzi la síntesi convencional en fase de solució.
Cada aminoàcid que s'acobla a l'extrem N-terminal de la cadena peptídica s'ha de protegir a l'extrem N-terminal i a la seva cadena lateral utilitzant grups protectors adequats com Boc (àcid-làbil) o Fmoc (base-làbil), depenent de la cadena lateral i l'estratègia de protecció utilitzada (vegeu més avall).
El procediment general de SPPS és un dels cicles repetits de reaccions d'acoblament i desprotecció N-terminals alternatives. La resina es pot rentar entre cada pas. Primer s'acobla un aminoàcid a la resina. Posteriorment, l'amina es desprotegeix i després s'acobla amb el grup carboxil activat del següent aminoàcid a afegir. Aquest cicle es repeteix fins que s'ha sintetitzat la seqüència desitjada. Els cicles SPPS també poden incloure passos de tapat que impedeixen la reacció dels extrems dels aminoàcids no reaccionats. Al final de la síntesi, el pèptid brut es separa del suport sòlid alhora que s'eliminen tots els grups protectors mitjançant un reactiu com l'àcid trifluoroacètic. El pèptid brut es pot precipitar a partir d'un dissolvent no polar com l'èter dietílic per eliminar els subproductes orgànics solubles. El pèptid brut es pot purificar mitjançant HPLC en fase inversa. El procés de purificació, especialment de pèptids més llargs, pot ser un repte, perquè s'han d'eliminar quantitats acumulades de nombrosos subproductes menors, que tenen propietats similars al producte peptídic desitjat. Per aquest motiu, els anomenats processos de cromatografia contínua com el MCSGP s'utilitzen cada cop més en entorns comercials per maximitzar el rendiment sense sacrificar la puresa.
L'SPPS està limitat pels rendiments de la reacció a causa de l'acumulació exponencial de subproductes, i normalment els pèptids i les proteïnes del rang de 70 aminoàcids estan empenyent els límits de l'accessibilitat sintètica. La dificultat sintètica també depèn de la seqüència; normalment les seqüències propenses a l'agregació com ara els amiloides són difícils de fer. Es pot accedir a longituds més llargues mitjançant enfocaments de lligadura com ara la lligadura química nativa, on es poden unir dos pèptids sintètics més curts totalment desprotegits en solució.